# Scopula extraordinaria
Scopula extraordinaria är en fjärilsart som beskrevs av Otto Staudinger 1892. Scopula extraordinaria ingår i släktet Scopula och familjen mätare. Inga underarter finns listade.